# 持斧罗摩
持斧罗摩 （羅馬化：Paraśurāma，直译：「Rama with an axe」）  ，是印度教神毗湿奴的一个化身。 在印度教中，它專門負責摧毀邪恶勢力。濕婆曾讓他去解放地母神，阻止其遭受惡徒、行為不端之人、惡魔的殘害。在史诗摩诃婆罗多中，他是毗濕摩、德羅納和迦爾納的导师。 持斧罗摩的妻子是毗湿奴之妻吉祥天女的一個化身。 